# Vojislav Vujović
Vojislav Vujović (* 1897; † 3. November 1936 in Moskau) war ein jugoslawischer Kommunist aus Serbien.

## Leben
Vujović trat bereits 1912 der Serbischen Sozialdemokratischen Partei und im Mai 1918 den russischen Bolschewiki bei. Er organisierte illegale kommunistische Jugendorganisationen in Frankreich, Österreich, Italien und der Schweiz und war Vorsitzender der Kommunistischen Jugendinternationale nach ihrem Zweiten Kongress 1921.
Ab dem Fünften Kongress der Kommunistischen Internationale 1925 war er Mitglied des Exekutivkomitees (EKKI). 1926 schloss er sich den Sinowjew-Anhängern in der Opposition an. 1927 wurde er aus der Partei ausgeschlossen und nach Archangelsk und Saratow verbannt. Er kapitulierte und wurde 1930 wieder in die KPdSU aufgenommen.
Vujović wurde im Jahr 1933 verhaftet und am 3. November 1936 in Moskau erschossen. Seine Ehefrau und seine beiden Brüder, Radomir und Grgur, kamen ebenfalls im stalinistischen Großen Terror ums Leben. Sein Sohn Vladimir wurde in Frankreich unter dem Namen Michel Auclair ein bekannter Schauspieler.

## Quelle
- Clara Weiss: Interview mit Tatjana Smilga-Polujan - World Socialist Web Site. In: wsws.org. 20. November 2014.

| Personendaten    | Personendaten            |
| ---------------- | ------------------------ |
| NAME             | Vujović, Vojislav        |
| KURZBESCHREIBUNG | jugoslawischer Kommunist |
| GEBURTSDATUM     | 1897                     |
| STERBEDATUM      | 3. November 1936         |
| STERBEORT        | Moskau                   |